# Masate
Masate est une commune italienne d'environ 3 200 habitants située dans la ville métropolitaine de Milan, dans la région de la Lombardie, dans le Nord-Ouest de l'Italie.

## Administration
| Période                                  | Période | Identité | Étiquette | Qualité |
| ---------------------------------------- | ------- | -------- | --------- | ------- |
|                                          |         |          |           |         |
| Les données manquantes sont à compléter. |         |          |           |         |

### Communes limitrophes
Basiano, Pozzo d'Adda, Cambiago, Gessate, Inzago.